# Lex Terentilia
Droit romain et lois romaines
Lex Publilia
(471 av. J.-C.) Lex Icilia
(456 av. J.-C.)
La Lex Terentilia est une loi romaine présentée en 462 av. J.-C. par le tribun de la plèbe Caius Terentilius Harsa dont elle porte le nom. La loi prévoit la création d'une commission de cinq membres chargée de mettre par écrit les droits consulaires afin de limiter l'arbitraire du pouvoir des consuls. Pendant près de dix années, les plébéiens et les patriciens s'affrontent autour de ce projet de loi, jusqu'à ce qu'un compromis soit finalement trouvé. Trois consulaires sont envoyés comme ambassadeurs dans le monde grec afin d'y étudier ses lois. À leur retour est créée une magistrature extraordinaire, les décemvirs à pouvoir consulaire, qui rédigent la loi des XII Tables, premier corps de lois rédigé de la Rome antique.

## Proposition de la loi (462-461)

### Le projet de loi de Caius Terentilius
En 462 av. J.-C., les consuls Lucius Lucretius Tricipitinus et Titus Veturius Geminus Cicurinus mènent des campagnes militaires contre les Volsques et les Èques, laissant à Rome Quintus Fabius Vibulanus comme préfet de la Ville. Le tribun de la plèbe Caius Terentilius Harsa profite de l'absence des consuls pour dénoncer la toute-puissance du consulat, les consuls étant semblables aux anciens rois selon lui, en présentant un projet de loi qui prévoit la mise en place d'une commission ayant pour but de mettre par écrit les droits des consuls et ainsi limiter leur arbitraire,,,. En effet, jusqu'à présent, Rome ne dispose pas de code de lois écrit, les lois sont orales et leur application est laissée à l'appréciation des consuls.

### La réaction des patriciens
Le préfet de la Ville Quintus Fabius Vibulanus s'oppose immédiatement au vote du projet,. Il réunit le Sénat en l'absence des consuls et dénonce les actes du tribun. Il réussit à convaincre les autres représentants de la plèbe de différer le vote de cette loi jusqu'au retour de ces derniers qui sont rappelés en urgence à Rome.
Au retour des consuls, le tribun Harsa relance le processus de vote de son projet de loi mais il est une nouvelle fois différé après une lutte acharnée entre plébéiens et patriciens, pour permettre à un des consuls victorieux d'entrer à Rome en triomphe et à l'autre de recevoir l'ovation,.
L'année suivante, en 461 av. J.-C., le collège des tribuns, dont Aulus Verginius (ca) et Marcus Volscius Fictor, présente de nouveau le projet de loi. Les patriciens, en invoquant de mauvais présages ou la nécessité de se préparer pour de futures guerres, tentent une nouvelle fois de repousser le projet. Une fois les Volsques et les Èques repoussés, le Sénat et les consuls déclarent une nouvelle guerre aux Antiates, une guerre injustifiée selon Tite-Live. Les tribuns de la plèbe dénoncent une volonté de manipulation de l'opinion publique et empêchent la mobilisation. Les patriciens répliquent en empêchant les comices tributes de se réunir et le projet ne peut être mis aux votes. Selon Denys d'Halicarnasse, les patriciens ne reconnaissent plus le droit aux tribuns de la plèbe de proposer des lois depuis qu'ils sont élus par les comices tributes et non par les comices curiates, conséquence de la Lex Publilia de 471 av. J.-C. Ainsi, ils perdent la légitimité que leur assurait l'accord préalable du Sénat et ne représentent plus tout le peuple, une partie seulement pouvant dorénavant les élire. D'après les patriciens, ils ne peuvent donc pas parler au nom du peuple dans son intégralité,.

### Le procès de Kaeso Quinctius (461)
Les patriciens, dans leur lutte contre les tribuns de la plèbe, sont menés par un jeune homme brillant et intrépide selon Tite-Live, Kaeso Quinctius, fils de Lucius Quinctius Cincinnatus, futur consul et dictateur. Les tribuns, menés par Aulus Verginius, s'attaquent à Kaeso Quinctius qui fait obstacle à leur projet. Ils lui intentent un procès après un témoignage accablant de Fictor. De nombreux anciens consuls prennent la défense du jeune homme et rappelle ses nombreux exploits malgré son jeune âge, mais la plèbe, encouragée par Aulus Verginius, associe l'idée de liberté à celle de condamner le jeune patricien. Kaeso Quinctius est finalement condamné, malgré les efforts des patriciens. Il s'exile chez les Étrusques avant la fin du procès, évitant la peine, mais obligeant son père à payer une lourde amende,,,.

## Huit années de luttes patricio-plébéiennes (461-454)
Les deux premières années, les patriciens ont pu différer le vote du projet de loi sans trop de difficultés mais son principe va être repris chaque année à travers de nouvelles propositions de lois, émanant de tribuns de la plèbe constamment réélus : Aulus Verginius et Marcus Volscius Fictor semblent avoir été reconduits dans leurs fonctions cinq années d’affilée entre 461 et 457 av. J.-C. Cette insistance montre que l'idée de mettre le droit par écrit, et ainsi fixer des règles accessibles à tous, s'est imposée dans l'esprit du citoyen romain. Ce principe est déjà mis en œuvre depuis longtemps dans le monde grec et c'est probablement avec l’intensification des échanges commerciaux et artisanaux que les plébéiens ont été influencés par les usages helléniques.

### 461 av. J.-C.
Après le procès de Kaeso Quinctius, dont la condamnation sonne comme une victoire de la plèbe sur le patriciat, les tribuns de la plèbe proposent à nouveau le projet de loi, soutenus par une nombreuse clientèle. Mais ils se trouvent face à de nouveaux adversaires implacables : les jeunes patriciens qui, ne refaisant par les mêmes erreurs que leur ancien leader Kaeso Quinctius, réussissent à repousser encore d'une année le vote du projet en gagnant les faveurs du peuple tout en empêchant les tribuns de la plèbe de présenter leur projet.

### 460 av. J.-C.
Aulus Verginius et Marcus Volscius Fictor sont à nouveau élus sans opposition l'année suivante, en 460 av. J.-C. Cette année, une armée d'esclaves et d'exilés, avec à leur tête le Sabin Appius Herdonius, profitent des troubles politiques internes et s'emparent du Capitole et de la citadelle de Rome, sur la colline de l'Arx,. Les consuls arment en partie le peuple et se préparent à reprendre le Capitole d'assaut, mais les tribuns de la plèbe accusent les patriciens d'être à l'origine de cette crise avec l'objectif de détourner le peuple du projet de loi. Ils convainquent le peuple de déposer les armes et d'abandonner leurs postes devant cette menace qu'ils jugent imaginaire.
Le consul Publius Valerius Publicola se présente devant le peuple et accuse les tribuns de la plèbe de jouer le jeu des ennemis. Il conjure le peuple de délivrer le Capitole, le sanctuaire des dieux, souillé par la présence d'une armée d'esclaves et d'exilés. Les consuls forment une armée et un détachement de Tusculum vient renforcer les armées consulaires. Publius Valerius Publicola promet au peuple de ne pas s'opposer à l'organisation du vote de la rogatio Terentilia dès que le Capitole sera repris. Finalement, citoyens et alliés reprennent de force le Capitole. Publicola meurt au cours des combats,.
Une fois la ville de nouveau sous contrôle, les tribuns de la plèbe pressent le Sénat romain et le consul restant de respecter la promesse faite. Des élections consulaires sont organisées et c'est Lucius Quinctius Cincinnatus, père de Kaeso Quinctius et farouche opposant de la plèbe, qui est élu comme consul suffect en décembre. Une nouvelle guerre contre les Volsques et les Èques mobilise le peuple romain. Attaquant à la fois les tribuns de la plèbe et les patriciens, Cincinnatus réussit à émouvoir le peuple et à rassembler une armée malgré l'opposition des tribuns de la plèbe. Finalement, ces derniers se soumettent à l'autorité consulaire et le projet de loi est une nouvelle fois repoussé.

### 459 av. J.-C.
L'année suivante, les questeurs Aulus Cornelius et Quintus Servilius accusent Marcus Volscius Fictor de faux témoignage lors du procès de Kaeso Quinctius. En réaction, les tribuns de la plèbe s'opposent à la réunion des comices tributes tant qu'eux mêmes ne pourront les réunir pour faire voter leur projet de loi.

### 458 av. J.-C.
Les nouveaux questeurs de l'année, Titus Quinctius Capitolinus Barbatus et Marcus Valerius Maximus Lactuca, reprennent l'accusation contre Fictor tandis que les tribuns de la plèbe empêchent toujours que le procès ait lieu. Ils obtiennent des consuls la mise aux votes du projet de loi après un délai et après avoir eu la possibilité de convaincre le peuple des méfaits du projet. Mais une nouvelle guerre est déclarée par les Èques qui rompent les traités de paix. Les tribuns de la plèbe s'opposent une nouvelle fois à la mobilisation, avec quelques succès jusqu'à ce que les Sabins menacent à leur tour Rome, et le peuple prend les armes.
La guerre tourne mal pour Rome et on nomme Lucius Quinctius Cincinnatus dictateur. Il défait tous les ennemis de Rome, rentre en triomphe, condamne Marcus Volscius Fictor et abdique après seize jours,. Comme des armées combattent encore hors de Rome, le vote du projet est encore repoussé et les tribuns de la plèbe sont réélus pour la cinquième fois de suite,.

### 457 - 455 av. J.-C.
Cinq ans après la proposition initiale de Caius Terentilius Harsa, les évènements se répètent une nouvelle fois : une menace pèse sur Rome, les tribuns de la plèbe bloquent la mobilisation jusqu'à ce que Rome soit en danger, la levée est finalement effectuée et le vote du projet de loi est repoussé.

### 454 - 453 av. J.-C.
Après dix années de lutte, les tribuns de la plèbe modifient leur projet et demandent que soit créée en commun une commission législative, composée de plébéiens et de patriciens, chargée de rédiger les lois concernant les deux ordres. Le principe de cette proposition est finalement accepté par le Sénat. Les tribuns abandonnent donc la rogatio Terentilia et en 453 av. J.-C., des ambassadeurs sont envoyés dans les cités grecques « avec l'ordre de copier les célèbres lois de Solon, et de prendre connaissance des institutions des autres états de la Grèce, de leurs mœurs et de leurs droits ».

## Conséquences
Après des années de tensions, une nouvelle magistrature extraordinaire est créée, les decemviri legibus scribundis consulari imperio, qui remplace les deux consuls annuels. La mission de ce collège de dix magistrats consiste à prendre en charge l'administration de Rome et à mettre par écrit une loi accessible à tous, la Loi des Douze Tables. La création de cette commission peut sembler être un recul des patriciens face aux exigences plébéiennes mais il s'agit bien d'un compromis, devenu nécessaire étant donné que les troubles politiques internes commencent à devenir dangereux pour Rome dont les ennemis extérieurs se font de plus en plus menaçants. Les patriciens se ménagent en fait une place prépondérante parmi les décemvirs qui composent le premier collège décemviral et défendent leurs intérêts. Les lois rédigées par les décemvirs, appelées Duodecim Tabulae car gravées sur douze tables de bronze, ne s'appliquent pas seulement aux plébéiens mais concernent tout le peuple romain.

### Auteurs antiques
- Tite-Live, Histoire romaine, Livre III sur le site de l'Université de Louvain
- (en) Denys d'Halicarnasse, Antiquités romaines, Livre X sur le site LacusCurtius

### Auteurs modernes
- (en) T. Robert S. Broughton (The American Philological Association), The Magistrates of the Roman Republic : Volume I, 509 B.C. - 100 B.C., New York, Press of Case Western Reserve University (Leveland, Ohio), coll. « Philological Monographs, number XV, volume I », 1951, 578 p.
- Janine Cels-Saint-Hilaire, La République des tribus : Du droit de vote et de ses enjeux aux débuts de la République romaine (495-300 av. J.-C.), Toulouse, Presses universitaires du Mirail, coll. « Tempus », 1995, 381 p. (ISBN 2-85816-262-X, lire en ligne)
- Pierre Allorant et Philippe Tanchoux, Introduction historique au droit, Gualino éditeur, 2013, 196 p.
- Jean Gagé, « La rogatio Terentilia et le problème des cadres militaires plébéiens dans la première moitié du Ve siècle av. J.-C. », Revue historique, Presses universitaires de France, vol. 260,‎ 1978, p. 289-311
- (en) Roberta Stewart, Public Office in Early Rome : Ritual Procedure and Political Practice, University of Michigan Press, 1998, 255 p.
- Dominique Briquel, « La nuit du Ve siècle », dans François Hinard (dir.), Histoire romaine. Tome I, Des origines à Auguste, 2000, 1080 p. (ISBN 978-2-213-03194-1), p. 163-202
- (de) Karl-Joachim Hölkeskamp, Senatus Populusque Romanus, Franz Steiner Verlag, 2004, 334 p.